# Xã Edgemont, Quận Sheridan, Bắc Dakota
Xã Edgemont (tiếng Anh: Edgemont Township) là một xã thuộc quận Sheridan, tiểu bang Bắc Dakota, Hoa Kỳ. Năm 2010, dân số của xã này là 19 người.